# Municipio Miranda (Carabobo)
El Municipio Miranda es uno de los 14 municipios que conforman el Estado Carabobo en la Región Central de Venezuela. Su capital es la localidad homónima de Miranda. Se encuentra ubicado en la Región Occidental del Estado Carabobo. Tiene 161 km² y una población estimada de 30.788 habitantes para el 2016. El Municipio Miranda posee 01 parroquia civil con el mismo nombre.

## Límites
- Por el norte: Municipio Montalbán (Estado Carabobo)
- Por el sur: Municipio Tinaquillo (Estado Cojedes)
- Por el oeste: Municipio Nirgua (Estado Yaracuy)
- Por el este: Municipio Bejuma (Estado Carabobo)

## Historia
La historia de este pueblo se remonta a los años de 1547, cuando Juan de Villegas atraviesa el Valle y descubre el río al cual da el nombre de Onoto por la coloración de sus aguas y al Valle lo llama Valle de Onoto.
Muchos españoles de origen canario y sevillano se establecieron a lo largo de todas las tierras del altiplano carabobeño, atraídos por la feracidad de nuestras tierras y algunos de ellos se establecieron en Valle de Onoto a mediados del siglo XVIII, el poblado apenas se insinuaba como un gran rancherío, establecido a orillas del río Onoto.
Formaba parte el Valle del Cantón de Nirgua y dependía de este en la Civil y Eclesiástico.
El caserío comienza a crecer y con ello se empieza a sembrar para abastecerse de los alimentos, el Valle es como una gran hacienda y los dueños son muy pocos.
En el año 1781, pasa por estos lugares el Obispo Martí y ve con admiración las plantaciones de maíz, añil, tabaco, caraotas, frijoles, ñame y con este incremento agrícola el poblado comienza a extenderse.
Luego llega al Valle el español Eugenio Cisneros, hombre muy religioso, el cual hace construir en su casa un oratorio público y trae de España la Imagen de La santísima Virgen del Carmen, la cual colocó en dicho oratorio y los del Valle iban allí a adorarla y oír misa, cuentan que ella estuvo allí hasta que años después, en el Valle se dejó sentir una gran epidemia que algunos afirman que fue cólera y otros que fue el vómito negro, lo cual trajo como consecuencia un gran acto de fe y todas las familias del poblado fueron a buscar a que los Cisneros la Imagen y la pasearon en procesión por todo el caserío, logrando de esta forma numerosos milagros.
Luego el Valle de Onoto pasa a formar parte de los caseríos del Cantón de Montalbán y depende de lo eclesiástico y civil de dicho poblado
En la población surge la inquietud de llevar el Valle de Onoto a Municipio ya que ha evolucionado y desarrollado a horcajadas sobre el dorso de su riqueza agrícola y el cultivo de café marca su mayor prosperidad.
Según Don Torcuato Manzo Núñez, el Valle de Onoto pasa a llamarse Miranda a raíz de su elevación a Parroquia Civil el día 7 de diciembre de 1849, pero por documentos llevados en Registro Subalterno del Distrito Montalbán-Estado-Carabobo en el año 1850 cuando es realizada reunión con personas de la población y en este documento de donación de tierras declaran solamente: Luis Salvatierra, Dámaso Torrealba, Juan Alberto Sánchez, José Inés Romero, Policarpo Parra, Ramón y Francisco Salvatierra, Ignacio y Francisco Obispo, Carlos Pinto Isabel Henríquez y Concepción Ortega viuda legitima del Finado Francisco Carmona, los cuales son los dueños de las tierras que se necesitan para ampliar y llevar al Valle a Municipio, las cuales donan, menos la señora Concepción Ortega.

### Toponimia
ONOTO fue el nombre asignado al pequeño poblado, identificado así por la coloración rojiza del vital torrente de agua que lo alindera hacia el naciente.
Estaban aún frescos los acontecimientos de la guerra de Independencia, y mucho más los sucesos que culminaron con la separación de Venezuela de la Gran Colombia, cuando en un hermoso valle circundado de montañas y pequeñas elevaciones, regado de norte a sur por dos fuentes naturales, comenzó a tomar cuerpo un pequeño poblado, (ubicado al Occidente de Valencia, camino a la floreciente Nirgua de los Jiraharas) que había tenido su origen en el reparto de tierras que unos 100 años antes realizara MANUEL SANTIAGO DE OCHOA: A éste debemos considerarlo el primer poblador de Miranda, pues se tiene noticia cierta que en 1736 se estableció en esta zona y distribuyó terrenos a los vecinos.
El caserío se fue nutriendo de familias provenientes de las establecidas villas de Nirgua y Montalbán, así como también de forasteros que al transitar de occidente al centro o viceversa, sintieron atracción por su clima y sus bellezas naturales, asentándose definitivamente en este valle.
En el país se iniciaba el proceso de organización social, económica y política de la naciente República, incluyendo su división político territorial; ambiente propicio para estimular el avance de pequeñas comunidades, de manera especial en el centro y en el occidente. Movimientos que lucharon por la obtención de un espacio permanente en lo político y en lo religioso, que permitiera posicionarlos favorablemente; es así como en los años posteriores a 1840, el poder político regional representado por las Diputaciones Provinciales(1) , inició un proceso de jerarquización que conllevó entre otras acciones, la creación de parroquias civiles (Municipios) en las poblaciones que reunían los requisitos exigidos para alcanzar este nivel.
En el caso del caserío ONOTO su elevación a parroquia civil con el nombre de MIRANDA, fue aprobada el 5 de diciembre de 1849, en homenaje al ilustre prócer, Precursor de nuestra independencia, Generalísimo Francisco de Miranda, convertido en epónimo del naciente municipio; el ejecútese de esta decisión fue firmado por el gobernador del Estado, Esteban Herrera, el 7 de diciembre de 1849, fecha oficial de la creación. Posteriormente, el 13 de marzo de 1850 es registrado oficialmente un documento mediante el cual los vecinos donan (una de ellas si vende) los terrenos que servirán de ejidos para el futuro desarrollo del pueblo. De esta actitud deducimos la extraordinaria generosidad y solidaridad de nuestros antepasados, herencia que ha marcado imperecederamente el comportamiento social y ciudadano de nuestra gente.
En 1865 el Arzobispo de Caracas, con autoridad en esta jurisdicción, ordena la erección de la parroquia Eclesiástica con el nombre de Nuestra Señora del Carmen de Miranda. Designa su primer párroco. El Pbro. Antonio Fonseca.
La Construcción de su primera iglesia fue iniciada en el año 1870, por las gestiones y dedicación del Padre Simón lazo; ilustre e ilustrado sacerdote que encabezó un gran movimiento cultural en las últimas dos décadas del siglo XIX, conocida como la época de Oro de Miranda. La actual Iglesia fue construida en el año de 1958
El 20 de noviembre de 1986, las fuerzas vivas de Miranda, Agrupadas forman una comisión Pro Autonomía, la cual hizo los Trámites correspondientes ante la Asamblea Legislativa del Estado Carabobo, con la finalidad de requerir la autonomía del municipio, anexando a esta solicitud los recaudos y otros, necesarios para darle curso según lo contemplado en la ley Orgánica re Régimen Municipal. Dos años más tarde fue concebido la autonomía, Un 27 de junio de 1988, según la promulgación en la Gaceta Oficial del estado Carabobo. Para ese año 1988. la Asamblea Legislativa del Estado Carabobo, en su sesión del día 9 de junio, acuerda nombrar una junta organizadora del municipio Miranda , la cual fue juramentada en sesión solemne que celebró esa asamblea el 9 de julio de 1988, Finalmente ese 27 de junio de 1988, luego de una larga lucha de la comunidad, la Asamblea Legislativa del estado Carabobo, le otorga a Miranda su Autonomía permitiéndole elegir sus autoridades y diseñar la proyección de su futuro.

### Evolución Política
1732
El antecedente escrito más remoto que hemos podido encontrar, referido al caserío Onoto, es el poder otorgado a Don Pedro Juan Díaz Orgaz, el 17 de enero de 1732, por un grupo de personas que habitaban los “ Partidos” de Montalbán, Agua de Obispo, Onoto , Hato Viejo, Aguirre y Bejuma, para tramitar ante las autoridades civiles y eclesiásticas la construcción de una iglesia ”, acontecimiento que es considerado la base del futuro pueblo de Montalbán.
Adentrarnos en la historia de los llamados “valles altos de Carabobo” sin hurgar en la de Nirgua, es misión absurda e ilógica, habida cuenta de que ella es el origen de las poblaciones surgidas en la zona luego de su fundación. El asiento de familias en el valle de Onoto se produce a partir de la refundación de Nirgua (1662-64), producto de la expansión dominial de ésta, mediante la ocupación de tierras hasta sus límites con Valencia por el naciente; descendientes de estos ocupantes inscribieron sus nombres entre quienes otorgaron en 1732 el poder al que nos hemos referido previamente
1736-1740
Siguiendo la documentada guía investigativa de Don Torcuato Manzo Núñez, Cronista del occidente del Estado Carabobo, encontramos que en el año 1736 Don Manuel Santiago de Ochoa y Gresala, quien ejerció el cargo de Teniente Justicia Mayor de Nirgua, “ tomó posesión del valle de Onoto e inicia allí fundación de familia y hacienda ”, considerado por tanto como el primer poblador del actual municipio Miranda. El capitán Manuel Santiago de Ochoa toma posesión del valle de Onoto: Continua el poblamiento y la distribución de tierras.
Siglo XVIII
Muchos españoles de origen canario y sevillano se establecieron a lo largo de todas las tierras del altiplano carabobeño, atraídos por la feracidad de nuestras tierras y algunos de ellos se establecieron en el Valle de Onoto a mediados del siglo XVIII; el poblado apenas se insinuaba como un gran rancherío, establecido a orillas del río Onoto.
Luego el Valle de Onoto pasa a formar parte de los caseríos del Cantón de Montalbán y depende en lo eclesiástico y civil de dicho poblado que era más próspero y con más población. En sus vecinos surge la inquietud de llevar el Valle de Onoto a Parroquia Civil, ya que ha evolucionado y desarrollado a horcajadas sobre el dorso de su riqueza agrícola y el cultivo de café, marcan su mayor prosperidad.
Parroquia Civil de Miranda. 1849
El 5 de diciembre de 1849 la Diputación Provincial de Carabobo, aprueba la Resolución mediante la cual se eleva el caserío Onoto a Parroquia Civil y se le da el nombre de MIRANDA, en honor al Generalísimo Francisco de Miranda. El 7 de diciembre de 1849 el gobernador del Estado Carabobo, Joaquín Herrera, firma su Ejecútese.
Donación de terrenos. 1850
El 13 de marzo de 1850 los vecinos de la zona escogida para el asentamiento definitivo del pueblo, proceden a donar sus tierras para que se constituyan en ejidos y permitan el desarrollo de la recién creada Parroquia Civil.
1854
La parroquia civil de Miranda aparece por primera vez en la división político territorial del Estado Carabobo, en la Ley de la materia promulgada el año 1854, adscrita al Cantón de Montalbán, al cual también pertenecían Bejuma, Canoabo y Urama.
1970-1986
Nosotros, en Miranda, sostuvimos una lucha permanente. Son diversas las manifestaciones que precedieron la declaración de Municipio Autónomo: Las organizaciones políticas, los grupos voluntarios y de Defensa Civil, los jóvenes deportistas, el movimiento cultural; todos tratándose de vincular directamente al poder regional y buscando un lugar como entidades independientes. En todas ellas podemos inferir antecedentes del espíritu autonómico.
Comité Pro autonomía. 1986
La Sociedad Civil “Amigos de Miranda”, tomó la iniciativa de convocar a una asamblea pública, la cual se efectuó el 20 de noviembre de 1986, en el auditorio del Ateneo de Miranda, con la finalidad de analizar las posibilidades de la Autonomía. Ahora, además de faroles, encendimos luceros y sembramos la semilla para la futura cosecha. Fue un acto hermoso , como esos que acostumbramos realizar en Miranda. Multicolor, alegre , lleno de la mejor y más amplia disposición para alcanzar trascendencia. El comité se propuso facilitar los pasos a cumplir por la Asamblea Legislativa del Estado Carabobo, para mediante reforma de la división político – territorial del estado, decretar el Municipio Autónomo Miranda. Estos propósitos se cumplieron con creces.
Elevación a Municipio autónomo.
Los luceros se han transformado en estrellas. De la siembra y el trabajo, surgen los frutos. El 27 de junio de 1988 el gobernador del Estado Carabobo, Oscar Celli Gerbasi, firmó el Cúmplase al Acuerdo de la Asamblea Legislativa del Estado Carabobo aprobado el 7 de junio, que elevó a Miranda a Municipio Autónomo.
Alcalde actual José Gregorio Achuelo Martínez (PCV) ganando en 2013 por más del 56% de los votos.

## Ubicación Político-Territorial

### Ubicación
Está ubicada en la parte más occidental del Estado Carabobo y es colindante con el Estado Yaracuy, del cual está separado por la quebrada El Tigre
Longitud = 68° 23' 50” Oeste de Greenwich.
Latitud = 10° 09' 20” Norte del Ecuador.
Altura = 626,9 m s. n. m.

### Organización de Miranda

#### Caseríos
Monte Oscuro, Valles Altos, Sabana Arriba, Santa Rosa, El Pajal, El Peñuzco, San José, San Roque, Centro, El Playón, Santo Tomás, Matadero, Banco Obrero, Curazaito, Quinchonchal, Laguna Verde, 23 de enero, Cementerio, Los Naranjos, Los Naranjitos, Las Lomas, Diego Salazar, San Pablo, El Taque, Caja de Agua, Sabaneta Sur, El Cedro, Soledad, Mirandita, El Palmar, El Tañero, Willian Lara, Monte Sinaí, 19 de Septiembre, El Helechal, Onoto y Francisco de Miranda.
ASENTAMIENTOS CAMPESINOS
Monte Carmelo, San Roque y Sabana Arriba

### Antecedentes Sociales
Los datos que se tienen son los registrados por los censos llevados a cabo a nivel nacional.
AÑO DEL CENSO HABITANTES
1740 = 650 hab
1873 = 5.646 hab
1981 - 1982 = 13.700 hab
1983 - 1984 = 14.000 hab
1985 - 1986 = 17.006 hab
1987 = 18.734 hab
1988 = 21.734 hab
1989 - 2013 = 52.157 hab
Centros Poblados = 18
Caseríos = 14
Densidad de población = 65 habitantes por km²

## Símbolos

### Bandera
Se crea la Bandera del Municipio Miranda , de acuerdo al diseño propuesto por el ciudadano GUILLERMO JOSE LOAIZA RODRÍGUEZ, aceptado por el jurado designado, integrado por los ciudadanos Miguel Cabrera, Mary Acuña Parra y Maria Elena Franceschi, según acta fechada el 8 de julio de 2002.
La Bandera tiene una dimensión de 14 dm de largo por 1 m de ancho, con la siguiente memoria descriptiva
En la parte superior, una franja de color ANARANJADO que mide 52 cm de largo, , estando como emblema y plasmado en color amarillo, pareciendo un horizonte y un cielo crepuscular.
Es importante señalar que el color anaranjado es representativo de la fruta de la naranja, producto de la región.
En la parte central, una franja de color AMARILLO que mide 15 cm de largo, destacándose en el medio como el sol, que protege y envuelve al Municipio, que acompañado del color anaranjado hacen el complemento ideal que se quiere reflejar en el concepto gráfico de la bandera, que no es más que un cielo próspero de un sector que día a día crece hacia un adelanto municipal.
Una franja de color BLANCO, como factor de armonía cromática, que mide 3 cm de largo, representa la sencillez y autenticidad de sus habitantes.
En la parte inferior, una franja de color VERDE que mide 3 dm de largo, reflejando el suelo de la región, tierras ricas en el desarrollo de la agricultura.
Elementos Gráficos de la Bandera:
1.- Un arco de hojas verdes: como se expresa, reflejan la prosperidad de las tierras de la región, y que en tiempos pasados eran el sustento de los pobladores de Miranda, y que hoy en día siguen siendo patrón de empeño y sacrificio de los mirandinos, para confiar y poner a producir sus tierras.
2.- Capilla de Montecarmelo: símbolo histórico de la región; en él los mirandinos quieren y los enaltece como un municipio de costumbres remotas y antiguas; avanzan a pasos agigantados con los cambios de la Venezuela de hoy.

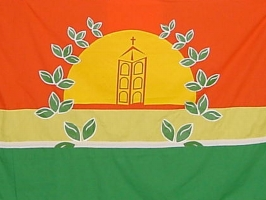
Bandera de Miranda

### Escudo
Se crea el Escudo de Armas del Municipio Miranda de acuerdo al diseño propuesto por el ciudadano FRANCISCO OLIVERO, aceptado por el jurado designado, integrado por los ciudadanos Antonio Coromoto Osorio, Leonor Díaz de Sánchez y Ubencio Torres, según acta fechada el 16 de julio de 1993.
El Escudo de Armas del Municipio Miranda presenta tres cuarteles dispuestos en forma impar:
Superior izquierdo: sobre campo de oro, la imagen de la Virgen del Carmen, Patrona del Municipio Miranda
Superior derecho: sobre campo de plata, un naranjo en fruto, representa la base económica de la población.
Abajo, cuartel transversal: paisaje de los Valles de Miranda; al fondo la silueta del cerro “La Pericoca”.
Remata la parte inferior una lazada de cintas de gules, enlazando dos guirnaldas que suben flanqueando el Escudo, representando flores, hojas y frutos del naranjo, salpicadas con frutos de onoto. Sobre la orla de cintas se encuentran las siguientes inscripciones: 7 de diciembre de 1849, fecha de la creación de la Parroquia Civil de Miranda y 27 de junio de 1988 fecha de la elevación a Municipio Autónomo.
Este Escudo se corona con una cinta en gules con la inscripción ONOTO , primer nombre de esta comunidad.
Artículo 11.- Este Escudo podrá ser usado en forma de sellos, membretes y botones, solo para uso oficial. 

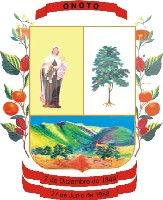
Escudo de Miranda

### Himno
Se crea el himno de acuerdo a la letra propuesta por el ciudadano Jesús Enrique Linares Carpio y música propuesta por el ciudadano Juan Pablo Correa Feo, aceptadas por el jurado designado, integrado por los ciudadanos: Aura Marina Rios, José Joaquin Burgos y René Dorta Franceschi, según acta fechada el 10 de julio de 2002.

## Geografía

### Relieve
En este municipio se distinguen dos paisajes geográficos: Valles Altos y Altiplanos, ambos están alternados con suaves ondulaciones del terreno. El pueblo está rodeado de varias estribaciones que se desprenden del Macizo Nirgueño.
Las calles se planificaron siguiendo el relieve existente orientadas de norte a sur y de este a oeste, con el drenaje con una ligera inclinación hacia el Sur – Occidente.
El cerro la Pericoca es la estribación más alta del pueblo, a la vez que es un importante reservorio de vegetación y se puede decir que es el pulmón vegetal de Miranda.
En este cerro se hizo una reforestación de pinos que ahora están en producción y sustituyeron a la flora autóctona que fue destruida por la tala y la quema, por sus laderas corre el río Onoto y en la cuenca de dicho río laderas arriba encontramos la Cueva del Indio, la cual se puede ver con claridad pues por el centro de ella pasa el agua del río y cuenta dicha cueva con tallados hechos por los indios Jiraharas, y son muestra elocuente de nuestra cultura aborigen, esculpidas en el período Precolombino y se ha conservado este sitio sin ser destruido porque la cueva en varios periodos ha estado sumergida en el agua.
Miranda pertenece a la cordillera de la costa y cuenta con las cumbres de Órégano, La Bandera, Piedras Blancas, las cumbres de Onoto (entre ellas la Pericoca), estas sobrepasan los 1.200 m s. n. m. y forman un macizo orográfico. La población por encontrarse a 626.90 m s. n. m. se encuentra en el piso térmico tropical alto y tiene aproximadamente 23,5 °C de temperatura promedio anual.

### Límites
El municipio Miranda, está ubicado en el Estado Carabobo, el cual cuenta además, con otros 13 municipios que son: Juan José Mora, Puerto Cabello, Bejuma, Montalbán, Los Guayos, Diego Ibarra, Carlos Arvelo, Libertador, Naguanagua, San Diego, Valencia (capital del estado), Guacara y San Joaquín. 	
Miranda está ubicada en la parte más occidental del Estado Carabobo y es colindante con el Estado Yaracuy, del cual está separado por la quebrada El Tigre. Las coordenadas geográficas son: Longitud = 68°23′50″ O de Greenwich. Latitud = 10°9′20″ N del Ecuador. Altura = 626,9 m s. n. m. .
Sus límites son: por el norte: Municipio Montalbán del Estado Carabobo. Por el sur: Municipio Falcon, Tinaquillo del Estado Cojedes. Por el este: Municipio Nirgua del Estado Yaracuy. Por el oeste: Municipio Bejuma del Estado Carabobo
Aunque no todos los Sectores están ubicados en el casco mirandino, forman parte de la municipalidad.

### Hidrografía
Miranda siempre ha tenido fuentes de agua, ya que cuenta con el río Onoto, numerosas quebradas y grandes reservas subterráneas.
En épocas remotas el pueblo usaba agua del caudaloso río Onoto para el consumo tanto humano como animal, el riego y las labores cotidianas, prueba de ello es la anchura del puente a la entrada del pueblo cerca de Las Clavellinas y el puente que está en la Panamericana cerca del asentamiento "San Roque"
Luego, el agua fue llevada por un acueducto a los hogares y era tanta el agua que había que las cajas tenían un desagüe hacia la calle Plaza, que al llenarse las cajas salía por él un gran chorro en forma de cascada que era la delicia de chicos y grandes.
El río Onoto contaba con grandes pozos que servían de sitio de recreación, pero por la tala y la quema, aunado el uso indiscriminado que hacen los parceleros de este, ha llevado al río Onoto a casi desaparecer y solamente quedan las quebradas de Paso Real, la Guarura, Monte Carmelo, Quinchonchal, las de Sabana Arriba que bajan de Campo Amor y atraviesan todo el caserío.
En el pueblo para los años 60 sé hacia una laguneta con el agua que bajaba del cerro y fue rellenada y urbanizada, de esta forma desaparecieron pozos como el Aparicio, el Juansei, el manguito, pozo Largo, la Lapa, el Azulito, al pozo del bucare.
En la actualidad solo se encuentran pozos en las partes altas de la Montaña de la Pericoca como son Cueva del Indio, la Chapa, y estos también están llamados a desaparecer sino se toma cartas en el asunto, por la gran sedimentación que arrastran.
Esto no se comprende, ya que esta zona está incluida en el área protectora del Río Cojedes establecido en el Decreto N.º 105 de mayo de 1974, y vemos a cada rato a parceleros que le dan permiso para sembrar productos agrícolas, que para que se desarrollen normalmente necesita que los riegue y utilicen para su cuidado abonos y herbicidas, lo cual ocasiona más empobrecimiento del agua a la vez que lleva al pueblo a no tener una fuente segura de abastecimiento de agua potable.
Hay un gran potencial en el lecho acuífero que no ha sido estudiado detalladamente de allí el fracaso de tantos pozos profundos que hay en el pueblo.
También se cuenta con la gran cantidad de lluvia que cae, para rescatar algunas fuentes de agua.

### Clima
Miranda al igual que la mayoría del estado Carabobo, por encontrarse en un valle espacioso los vientos alisios atemperan el clima y en las tardes se modera el clima con el descenso lento de las condensaciones frías provenientes de las montañas septentrionales.
Las masas de aire caldeadas se levantan por la planicie hacia la zona de la Montaña de la Pericoca de allí se desprende la humedad relativa del aire y el agradable clima (23,5.º ).
La Pericoca cubre con su manto neblinoso.
Miranda se encuentra encima de la curva altimétrica de 600 metros, lo cual coloca al pueblo en el piso térmico tropical alto.

### Vegetación
El perímetro encierra una superficie de 208 km², con áreas extensamente cultivadas, zonas de pastoreo con una vegetación prolifera, donde abundan los árboles maderables, mangos, acacias, eucaliptos, rosa montaña, pumarrosa, maporas, apamates, cedro, guafas, y gran variedad de matas ornamentales, cítricos en abundancia, guayabas, guanábanas, aguacates.
Se puede afirmar que casi no hay en el pueblo una casa que en su patio no tenga un árbol que le de sombra al mismo
La vegetación en verano se ve constantemente amenazada por incendios que son extinguidos rápidamente por Defensa Civil, Bomberos y Voluntarios que se preocupan por conservar estos bosques

## Política y gobierno

### Alcaldes
| Período     | Alcaldes             | Partido político / Alianza | % de votos | Notas |
| ----------- | -------------------- | -------------------------- | ---------- | --- |
| 1989 - 1992 | Luis Lorenzo Aguilar | LCR                        | 37,75      | Primer alcalde bajo elecciones directas |
| 1992 - 1995 | Eduardo Sequera      | LCR                        | 50,05      | Segundo alcalde bajo elecciones directas |
| 1995 - 2000 | Eduardo Sequera      | LCR                        | -          | Reelecto (se realizaron elecciones generales adelantadas en el 2000 debido a la aprobación de la Constitución de 1999)                                                                                          |
| 2000 - 2001 | Fernando Jiménez     | SI                         | 32,36      | Tercer alcalde bajo elecciones directas (En 2001, Ángel Arráez, de Proyecto Venezuela, impugnó exitosamente la proclamación de Fernando Jiménez González, desde entonces las elecciones han estado retrasadas.) |
| 2001 - 2005 | Ángel Arráez         | PRVZL                      | -          | Cuarto alcalde bajo elecciones directas |
| 2005 - 2010 | Eduardo Sequera      | PPT                        | 51,48      | Quinto alcalde bajo elecciones directas |
| 2010 - 2013 | Eduardo Sequera      | PSUV                       | 51,02      | Reelecto (se postergan 1 año las elecciones municipales pautadas para finales del 2012) |
| 2013 - 2017 | José Achuelo         | PCV                        | 49,71      | Sexto alcalde bajo elecciones directas (Obtuvo más votos con la tarjeta del PSUV, sin embargo pertenece al PCV)                                                                                                 |
| 2017 - 2021 | Leobaldo Gómez       | APC                        | 55,97      | Séptimo alcalde bajo elecciones directas (Obtuvo más votos con la tarjeta del PSUV, sin embargo pertenece al APC)                                                                                               |
| 2021 - 2025 | Eduardo Sequera      | PSUV                       | 50,32      | Octavo alcalde bajo elecciones directas |

### Concejo municipal
Periodo 1989 - 1992
| Concejales               | Partido político / Alianza |
| ------------------------ | -------------------------- |
| Eduardo Sequera          | LCR                        |
| Carlos Luis Meza         | LCR                        |
| Carlos Alfredo Rodríguez | LCR                        |
| Carlos Miranda           | COPEI                      |
| Ali Rigoberto Hernandez  | COPEI                      |
| Yolanda de Herrera       | AD                         |
| Yagnelis De Pinto        | AD                         |

Periodo 1992 - 1995
| Concejales               | Partido político / Alianza |
| ------------------------ | -------------------------- |
| Carlos Alfredo Rodriguez | LCR                        |
| Jesus Rodríguez          | LCR                        |
| Carlos Luis Meza         | LCR                        |
| Elio Sequera             | AD                         |
| Felix Henriquez          | AD                         |
| Ali Rogoberto Hernandez  | COPEI                      |
| Luis Ramos               | COPEI                      |

Periodo 1995 - 2000
| Concejales       | Partido político / Alianza |
| ---------------- | -------------------------- |
| Jesus Rodríguez  | LCR                        |
| Hector Jimenez   | LCR                        |
| Carlos Luis Meza | LCR                        |
| Felde Henriquez  | LCR                        |
| Elio Sequera     | COPEI                      |
| Pedro Manzo      | COPEI                      |
| Humberto Paez    | PROCA                      |

Periodo 2000 - 2005
| Concejales           | Partido político / Alianza |
| -------------------- | -------------------------- |
| Carlos Miranda       | PRVZL                      |
| Jesus Miguel Sanchez | PRVZL                      |
| Jesus Rodriguez      | PPT                        |
| Eduardo Sequera      | PPT                        |
| Elio Sequera         | SI                         |
| Betty Bellera        | MVR                        |
| Humberto Paez        | PROCA                      |

Periodo 2005 - 2013
| Concejales           | Partido político / Alianza |
| -------------------- | -------------------------- |
| Elio Sequera         | PRVZL                      |
| Jesus Miguel Sanchez | PRVZL                      |
| Humberto Paez        | PRVZL                      |
| Sandra Sanchez       | PRVZL                      |
| Felipe Jimenez       | PRVZL                      |
| Luis Garcia          | PPT                        |
| Jose Sanchez         | MVR                        |

Período 2013 - 2018
| Concejales     | Partido político / Alianza |
| -------------- | -------------------------- |
| Jesús Jiménez  | PSUV                       |
| Carmen Medina  | PPT                        |
| Jonger Rivilla | PSUV                       |
| Jose Mendoza   | PSUV                       |
| Aymara Aguilar | PSUV                       |
| Elio Aguilar   | PSUV                       |
| Maria Rios     | MUD                        |

Período 2018 - 2021
| Concejales         | Partido político / Alianza |
| ------------------ | -------------------------- |
| Kimberlis Montilla | PSUV                       |
| Elio Aguilar       | PSUV                       |
| Ana Henríquez      | PSUV                       |
| José Oviedo        | PCV                        |
| César Oviol        | APC                        |
| Fernando Quintero  | PSUV                       |
| karelys Finol      | ORA                        |

Período 2021 - 2025
| Concejales:    | Partido político / Alianza |
| -------------- | -------------------------- |
| Yohel Figueroa | PSUV                       |
| Andrea Morillo | PSUV                       |
| Karina Aguilar | PSUV                       |
| Luis España    | PSUV                       |
| Robert Jiménez | PSUV                       |
| Maria Palma    | PSUV                       |
| Angel Guevara  | MUD                        |